# Teorema de Fermat (análisis)

La derivada se anula en los máximos y mínimos locales, por lo que la tangente es horizontal.

En el ámbito de la aritmética existió un famoso matemático francés llamado Pierre de Fermat, quien enunció por primera vez en 1637 un teorema el cual quedó de la siguiente manera: 
| Si una función f alcanza un máximo o mínimo local en c, y si la derivada f '(c) existe en el punto c, entonces f '(c) = 0. |

Suele utilizarse como método para hallar máximos y mínimos locales de funciones diferenciables en intervalos abiertos, ya que todos ellos son puntos estacionarios de la función (puntos donde la función derivada vale cero, {\displaystyle \displaystyle f'(x)=0}).
El teorema de Fermat solo da una condición necesaria para los máximos y mínimos locales, sin embargo, no se refiere a otra clase de puntos estacionarios como son en ciertos casos los puntos de inflexión (que no son ni máximos ni mínimos). La derivada segunda de la función ({\displaystyle \displaystyle f''}) —si es que existe— puede indicar si el punto estacionario en cuestión es un máximo, un mínimo, o un punto de inflexión. 
El teorema de Fermat es un teorema de análisis real llamado así en honor a Pierre de Fermat.